# Jean-Michel Baron
Jean-Michel Baron (Saint-Jean-d'Angély, 12 de febrero de 1954-Cognac, 2 de septiembre de 2010) fue un piloto de motocross, enduro y del Rally Dakar en los años 1980. En la edición del Rally Dakar de 1986, sufrió una caída por la que permaneció en estado de coma durante 24 años, hasta el día de su fallecimiento.

## Biografía
Jean-Michel Baron comenzó su carrera en 1970 en el Moto Club Angérien de Saint-Jean-d'Angély, en el circuito Puy de Poursay en el que se disputa regularmente el Gran Premio de Francia del Campeonato Mundial de Motocross. Después de ganar los títulos de campeón de la liga junior, cambió de club por el Club Moto en Cognac, donde se convirtió en vicecampeón de Francia en 1979, y luego campeón de Francia en 1980. Ese año, Jean-Michel Baron se convirtió en el primer y único piloto de motocross campeón francés en una motocicleta de la marca Portal.
Acompañado de su amigo Gilles Lalay, participó en su primer Rally París-Dakar en Honda en 1985 terminó en el vigésimo puesto al ganar cuatro especiales. Durante esta prueba, también se dislocó un hombro y se quemó una pierna con su tubo de escape. Al año siguiente, tres días antes del Accidente aéreo de 1986 que se cobró la vida de Thierry Sabine y Daniel Balavoine, Jean-Michel Baron resultó gravemente herido el 11 de enero de 1986 al pasar por un agujero en una carretera asfaltada. Una ruta de enlace para llegar a Zinder en Níger durante la décima etapa a la salida de Ténéré. Permaneció en estado vegetativo durante más de veinticuatro años en su casa en Fontaine-Chalendray, en Charente Marítimo, antes de morir en el hospital Cognac, el 2 de septiembre de 2010. Su mujer Jocelyne le había cuidado en su casa desde entonces, sentenciado que “las motos eran su vida“.

## Resultados

### Rally Dakar
| Año     | Categoría | Vehículo | Posición | Etapas |
| ------- | --------- | -------- | -------- | ------ |
| 1985    | Motos     | Honda    | 20.º     | 4      |
| 1986    | Motos     | Honda    | QEPD     | -      |
| Fuente: |           |          |          |        |